# Cinemaundici
Cinemaundici è una casa di produzione cinematografica fondata nel 1998 da una collaborazione fra Ermanno Olmi, Luigi Musini e Roberto Cicutto. Nel 2019 la casa vince il David di Donatello come miglior produttore per il film Sulla mia pelle diretto da Alessio Cremonini.
Nel 2001 Luigi Musini ne diventa amministratore unico, rilevando la quota di Cicutto. Fra i maggiori registi prodotti vi sono Ermanno Olmi,  Paolo e Vittorio Taviani, Francesco Munzi, Sergio Castellitto e Jacques Rivette.

## Produzioni (parziale)
- Il mestiere delle armi, regia di Ermanno Olmi
- Il derviscio, regia di Alberto Rondalli
- Cantando dietro i paraventi, regia di Ermanno Olmi
- Storia di Marie e Julien, regia di Jaques Rivette
- Ne touchez pas la hache, regia di Jaques Rivette
- La bellezza del somaro, regia di Sergio Castellitto
- Sulla mia pelle, regia di Alessio Cremonini
- Sulla stessa onda, regia di Massimiliano Camaiti
- Beata te, regia di Paola Randi

## Premi e riconoscimenti
David di Donatello - 2015
- Miglior produttore per Sulla mia pelle

Ciak d'oro - 2015
- Migliore produttore per Torneranno i prati[3]